# Kergrist-Moëlou
Kergrist-Moëlou is een gemeente in het Franse departement Côtes-d'Armor (regio Bretagne) en telt 692 inwoners (1999). De plaats maakt deel uit van het arrondissement Guingamp.

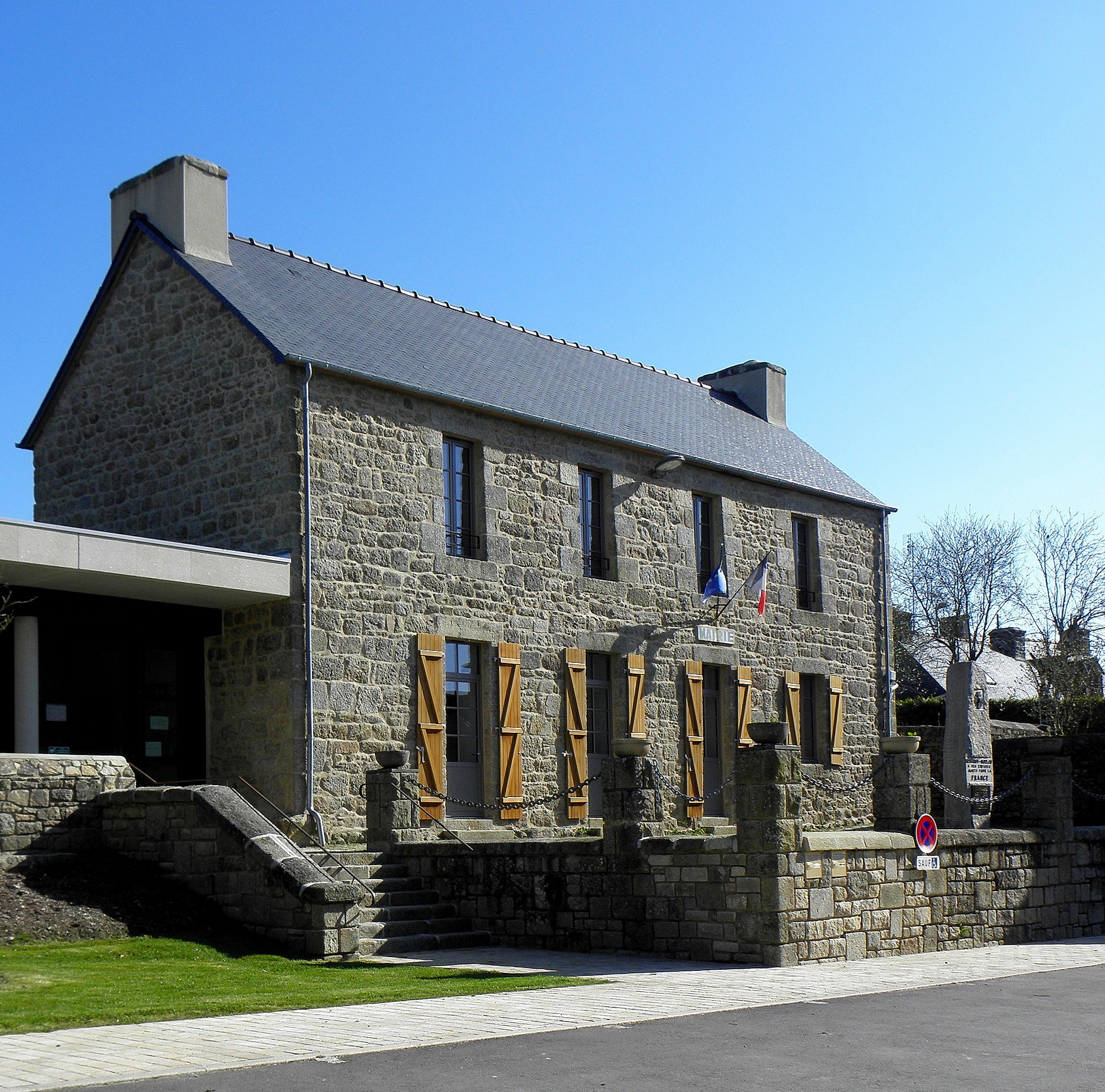
Gemeentehuis
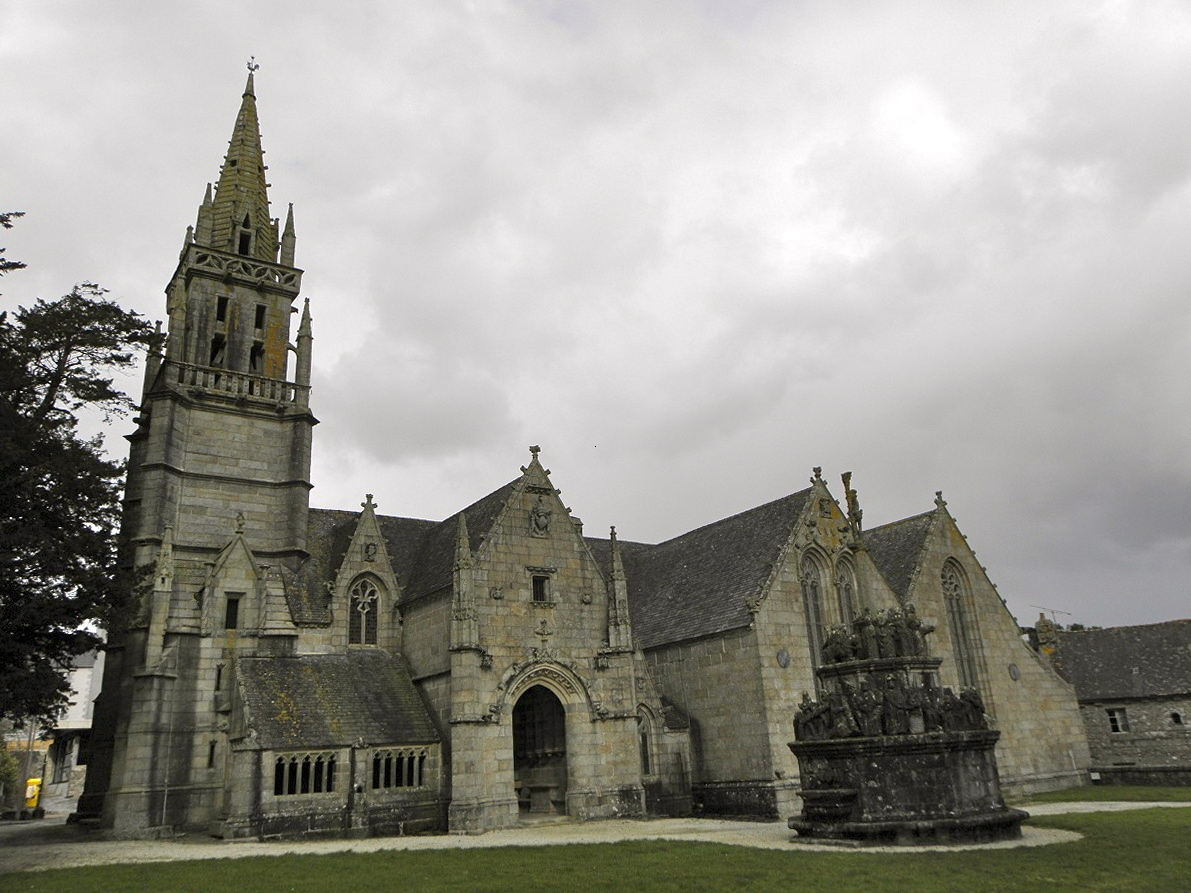
Kerk van Kergrist-Moëlou

## Geografie
De oppervlakte van Kergrist-Moëlou bedraagt 45,7 km², de bevolkingsdichtheid is 15,1 inwoners per km².

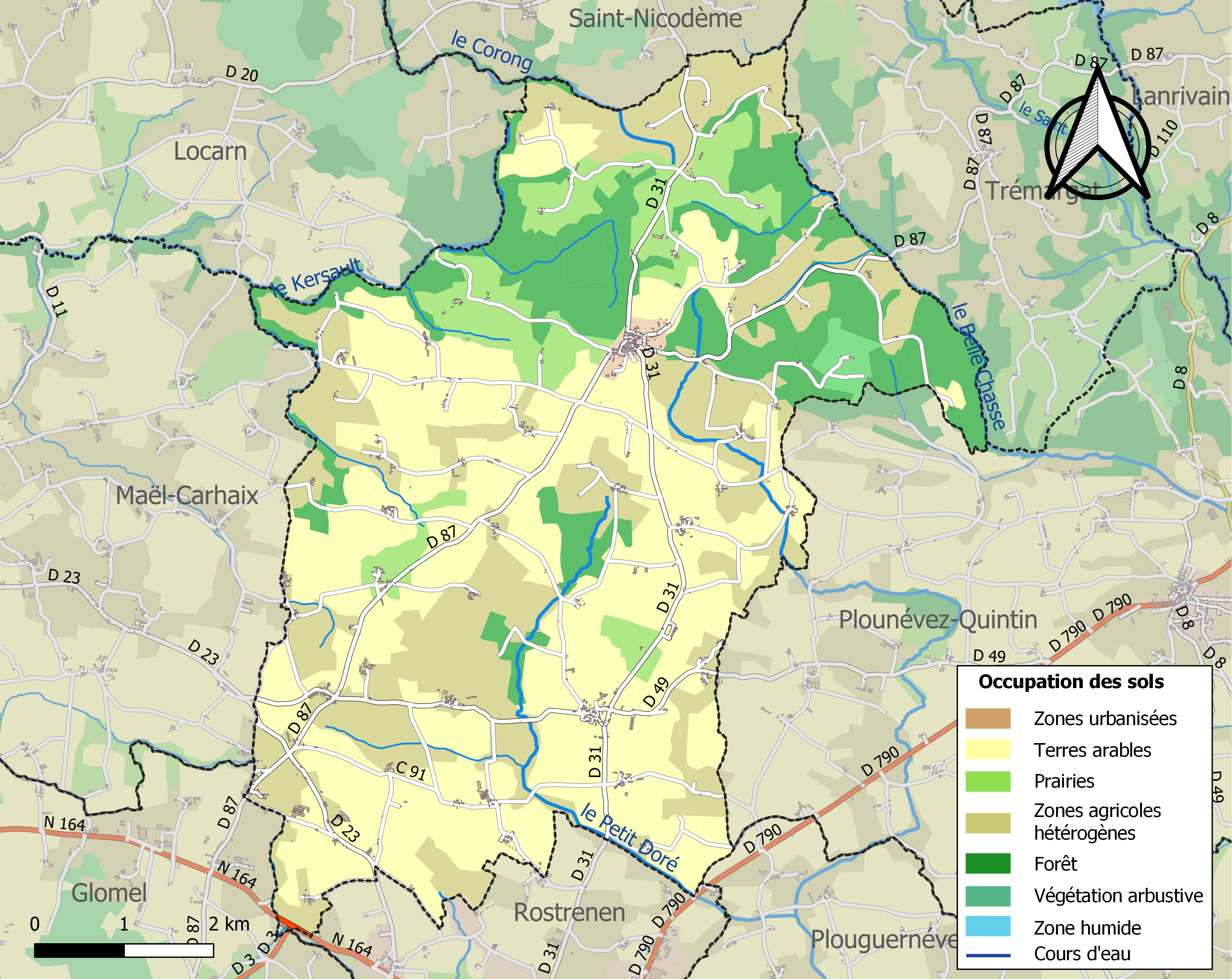
Kaart van de gemeente met de belangrijkste infrastructuur, bodemgebruik en omliggende gemeenten

## Demografie
Onderstaande figuur toont het verloop van het inwonertal (bron: INSEE-tellingen).

## Geboren
- Pierre Le Gloan (1913-1941), Frans gevechtspiloot uit de Tweede Wereldoorlog

1. ↑  Populations de référence 2022.